# Điền An
Điền An (chữ Hán: 田安, ? – 206 TCN) là vua chư hầu thời Hán Sở trong lịch sử Trung Quốc. Ông tham gia chống sự cai trị của nhà Tần và chiến tranh chư hầu thời Hán Sở.

## Chinh phục Tế Bắc
Theo Sử ký, Điền An là cháu Tề vương Kiến thời Chiến Quốc. Năm 221, Tần Thủy Hoàng diệt nước Tề, thống nhất Trung Quốc.
Năm 209 TCN, các chư hầu nổi dậy theo Trần Thắng chống lại nhà Tần để khôi phục lại cục diện thời Chiến Quốc.
Năm 208 TCN, khi Điền Vinh đánh đuổi Tề vương Điền Giả và lập con của Tề vương cũ Điền Đam là Điền Phất lên ngôi, Điền An đang làm tướng nước Tề.
Tướng Tần là Chương Hàm cầm đại quân vây bức nước Triệu. Nước Triệu cầu cứu các chư hầu. Điền Vinh lấy cớ nước Sở không giết Điền Giả và nước Triệu không giết những người cùng phe với Điền Giả là Điền Nhàn và Điền Giác nên không hưởng ứng việc cứu Triệu. Một tướng Tề là Điền Đô tự mình mang quân bản bộ đi cứu Triệu, tách khỏi lực lượng của Điền Vinh.
Lúc đó nhiều thành trì ở Tế Bắc vẫn đang nằm trong tay nhà Tần. Điền An bèn tách khỏi Điền Vinh, mang quân bản bộ đi lấy đánh lấy các thành trì ở vùng đó. Ông chiếm được vài chục thành và làm chủ vùng Tế Bắc.
Hạng Vũ đánh tan Chương Hàm ở trận Cự Lộc khiến Hàm phải đầu hàng và các chư hầu khác quy phục. Hạng Vũ cầm đầu chư hầu đi diệt Tần, tiến vào Quan Trung. Điền An nghe tin bèn đầu hàng Hạng Vũ.

## Mất nước
Sau khi diệt Tần, Hạng Vũ tự xưng làm Sở Bá Vương, đứng đầu chư hầu, phân phong cho các chư hầu:
- Điền An được lập làm Tế Bắc vương, đóng đô ở Bắc Dương.
- Điền Đô được phong làm Tề vương, đóng đô ở Lâm Tri.
- Tề vương Điền Phất bị dời đi làm Giao Đông vương, đóng đô ở Tức Mặc
- Điền Vinh đã mấy lần không nghe theo Hạng vương lại không chịu đem binh theo Sở đánh Tần cho nên không được phong đất.

Tháng 4 năm 206 TCN, Điền An trở về đất phong ở Bắc Dương. Điền Vinh nghe tin Hạng Vũ đã đổi vua Tề là Phất đi Giao Đông và lập Điền Đô làm Tề vương, liền nổi giận, không cho Tề Vương đi Giao Đông, rồi giữ lấy nước Tề chống Sở và đón đánh Điền Đô. Điền Đô thua trận bỏ chạy sang nước Sở.
Điền Phất sợ Hạng Vương nên bỏ trốn về nước mình là Giao Đông. Điền Vinh nổi giận, bèn mang quân đuổi theo, giết chết Phất ở Tức Mặc. Sau đó Điền Vinh bèn tự lập làm Tề vương.
Để thống nhất nước Tề, Điền Vinh đem quân về hướng tây, đánh nước Tế Bắc. Điền An không chống cự nổi, bị Điền Vinh giết chết. Điền Vinh làm vua cả Tam Tề.

## Dòng dõi
Về sau, dòng dõi của Điền An vẫn ở lại nước Tề. Vì Điền An đã làm "vương" nên người nước Tề vẫn gọi là "vương gia", con cháu lấy Vương làm họ. Hoàng hậu nhà Tây Hán là Vương Chính Quân và vua nhà Tân là Vương Mãng chính là dòng dõi của Điền An.